# Pauline Barrieu
Pauline Barrieu, née en novembre 1974, est une statisticienne financière (en) française, théoricienne des probabilités et experte en évaluation des risques financiers, du transfert de risques et de la quantification des incertitudes (en). Elle est professeure de statistiques à la London School of Economics.

## Formation et carrière
Barrieu a obtenu un MBA à l'ESSEC Business School en 1997, un DEA de théorie des probabilités à l'Université Pierre-et-Marie-Curie en 1998, et un doctorat en 2002, simultanément en finance à HEC Paris et en mathématiques appliquées à l'université Pierre et Marie Curie, sous la direction de Marc Chesney à HEC Paris et par Nicole El Karoui à l'Université Pierre et Marie Curie,.
Elle est membre du département de statistiques de la London School of Economics depuis 2002, est devenue professeure en 2012 et a dirigé le département de 2016 à 2019.

## Reconnaissance
En 2003, Barrieu a été l'une des lauréats du Prix de l'Actuariat, un prix international annuel récompensant les meilleures thèses de doctorat en science actuarielle.
Elle a été la lauréate 2018 du prix Louis-Bachelier. Le prix a cité son travail sur « comment nous abordons le risque de modèle, l'incertitude et le partage des risques dans l'incertitude »,.